# Welsetalhänge bei Kunow
Welsetalhänge bei Kunow este o arie protejată (arie specială de conservare — SAC, sit de importanță comunitară — SCI) din Germania întinsă pe o suprafață de 20,11 ha, integral pe uscat.

## Localizare
Centrul sitului Welsetalhänge bei Kunow este situat la coordonatele 53°07′56″N 14°14′46″E / 53.1322°N 14.2461°E.

## Înființare
Situl Welsetalhänge bei Kunow a fost declarat sit de importanță comunitară în martie 2004.

## Biodiversitate
Situată în ecoregiunea continentală, aria protejată conține 3 habitate naturale: Pajiști calcaroase din nisipuri xerice, Pajiști stepice subpanonice, Păduri de pin din stepa sarmatică.
La baza desemnării sitului se află un număr nedeclarat de specii protejate.
Pe lângă speciile protejate, pe teritoriul sitului au mai fost identificate 15 specii de plante.